# Ellis County, Texas
Ellis County är ett administrativt område i delstaten Texas, USA, med 149 610 invånare (2010). Den administrativa huvudorten (County Seat) är Waxahachie.

## Geografi
Enligt United States Census Bureau har countyt en total area på 2 466 km². 2 435 km² av den arean är land och 31 km² är vatten.

### Angränsande countyn
- Dallas County - norr
- Kaufman County - nordost
- Henderson County - öster
- Navarro County - sydost
- Hill County - sydväst
- Johnson County - väster
- Tarrant County - nordväst